# Sebastiano da Lugano
Sebastiano Mariani detto anche Sebastiano da Lugano (Muzzano, attivo dal 1483 – Venezia, 1528) è stato un architetto e scultore svizzero attivo in Veneto.

## Biografia

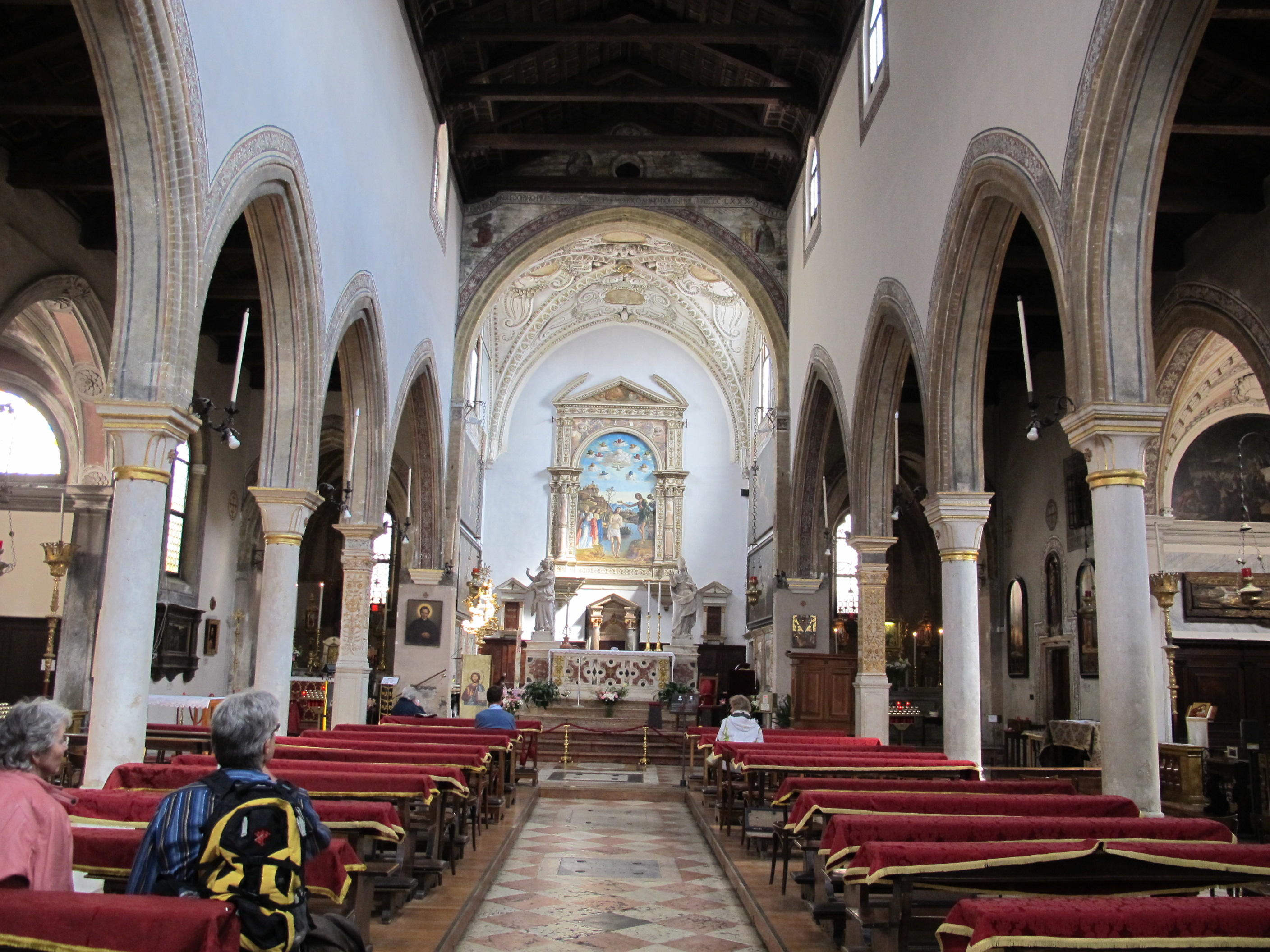
Interno di San Giovanni in Bragora: sono visibili i due pilastri decorati residui del septo e la cornice marmorea del Battesimo di Cristo del Cima

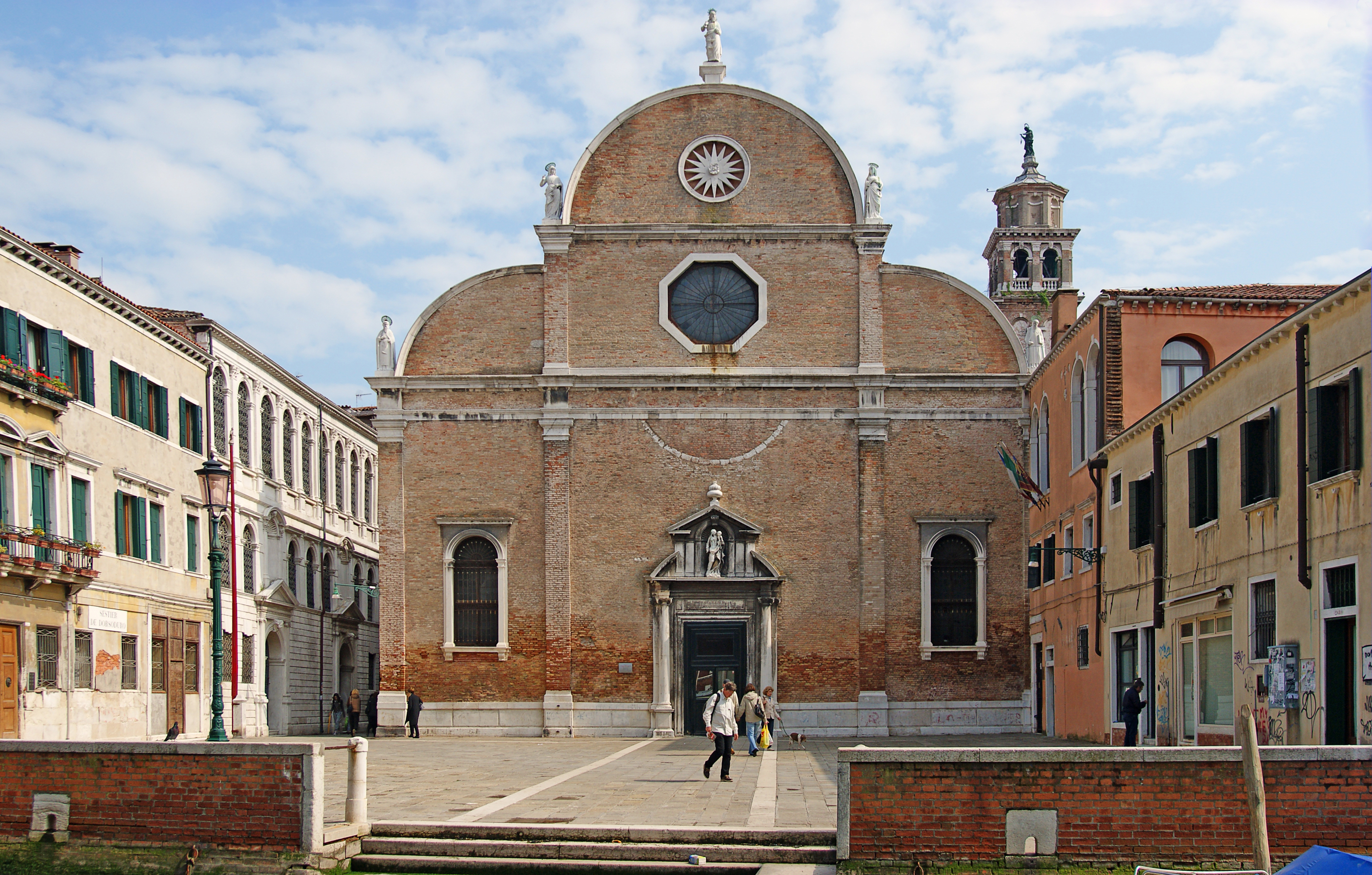
Facciata della Chiesa dei Carmini

Nel 1490-94 attese alla ricostruzione del coro di San Giovanni in Bragora a Venezia, coaudiuvato dal lapicida Ludovico Bossi. Dell'opera oggi restano la raffinata cornice marmorea (un tempo parte dell'altare ora murata sull'abside) per la pala del Battesimo di Cristo, capolavoro di Cima da Conegliano, i pilastri decorati tra ultime due campate ed il septo marmoreo i cui dossali sono ora addossati alle pareti laterali del presbiterio.
Ai primi del '500 fu incaricato di costruire la nuova facciata della chiesa dei Carmini risolta nello stile rinascimentale lombardesco con i frontoni curvilinei. Probabilmente sono da ascrivere allo stesso le cinque statue acroteriali: il Redentore, il Giovanni Battista, la Vergine Maria e i profeti Elia ed Eliseo. Nella stessa chiesa, nel 1514 circa, rimaneggiò anche le cappelle absidali per armonizzarle in stile rinascimentale all'impianto gotico della chiesa.
Irrimediabilmente perduto è il barco per la demolita chiesa trecentesca di Sant'Antonio, di cui rimangono però eccezionalmente i disegni preliminari del progetto, l'incarico definitivo con l'elenco delle colonne pilastri e arcate da eseguire ed i precisi materiali da costruzione, ed infine dei rilievi settecenteschi eseguiti dal Visentini. L'opera fu finita postuma – e con alcuni strascichi giudiziari per la vedova del Mariani – da Guglielmo de' Grigi con l'obbligo di seguire lo stile della parte già iniziata.
Nello stesso periodo fu incaricato, e poi sostituito da Andrea Briosco, per la rifabbrica di Santa Giustina a Padova.
Nel 1513-1514 fu impegnato a ridefinire il sistema difensivo delle Mura di Padova nel tratto adiacente al convento di Santa Giustina su incarico di Bartolomeo d'Alviano confermato poi nel 1515 dal doge Leonardo Loredan.
Al Mariani è attribuita (e databile ai primi del XVI secolo) la statua dell'Arcangelo Raffaele con Tobiolo rimasta nella nicchia sopra il portale della chiesa dell'Anzolo Rafael ed il busto di San Prosdocimo sulla facciata della cappella del Santo a Padova.